# 17917 Cartan
17917 Cartan este o planetă minoră (asteroid), cu un diametru de , din centura de asteroizi. A fost descoperită pe 15 aprilie 1999 la Prescott Observatory⁠(d) de Paul G. Comba⁠(d) și a fost numită după Élie Cartan. 
Obiectul prezintă o orbită caracterizată de o semiaxă mare de 2,5745494 UAi, o excentricitate de 0,16, o înclinație de 1,15461 ° în raport cu ecliptica.